# Straßenbahnunfall in der Grüne (Iserlohn)
Der Straßenbahnunfall in der Grüne ereignete sich am 17. Juni 1924 in der Grüne, einem südwestlichen Ortsteil von Iserlohn, auf der Strecke der Westfälischen Kleinbahnen AG (ab 1942 Iserlohner Kreisbahn AG) zwischen Iserlohn und Letmathe. Mit 26 ermittelten Toten und wenigstens 43 Verletzten gilt er als bisher schwerster Straßenbahnunfall in Deutschland.

## Ausgangslage
Der Streckenabschnitt der Westfälischen Kleinbahnen zwischen Iserlohn Ost und Letmathe war am 4. März 1901 eröffnet worden. An Werktagen wurden abends auf dieser Strecke, die wie alle Straßenbahnstrecken der späteren Iserlohner Kreisbahn eingleisig ausgeführt war, schwere vierachsige Triebwagen eingesetzt, um das durch den Betriebsschluss der ortsansässigen Firmen gesteigerte Fahrgastaufkommen bewältigen zu können.
Am 17. Juni 1924, einem Dienstagabend, bog der Triebwagen 3 um 19:15 Uhr von der Hagener Landstraße (heute Karl-Arnold-Straße) in die Düsingstraße ein. Im Wagen befanden sich zwischen 65 und über 80 Fahrgäste, womit er (bei nominell 36 Sitz- und 14 Stehplätzen) stark überfüllt war. Die Düsingstraße weist auf einer Länge von 425 Metern ein Gefälle von 6,59 Prozent (28 Meter Höhenunterschied) auf, weswegen das Gebot galt, sie bergab nur mit Schrittgeschwindigkeit zu befahren, insbesondere da die zuvor passierte Hagener Landstraße ebenfalls über ein Gefälle verfügt.

## Unfallhergang
Zeugen des Unfalls beobachteten, dass der Triebwagen 3 die Geschwindigkeitsbegrenzung nicht einhielt und mit wesentlich erhöhter Geschwindigkeit die Düsingstraße ungebremst herunterfuhr. Mehrere Fahrgäste sprangen dabei vom Wagen und verletzten sich zum Teil schwer. Als die scharfe Kurve in die Hauptstraße (heute Kreisverkehr Untergrüner Straße / Grüner Talstraße / Düsingstraße) folgte, entgleiste der Triebwagen.
Dabei durchbrach er eine kleine Steinmauer am Straßenrand und kollidierte mit einem Ahornbaum in einem Vorgarten zwischen dem Wohnhaus der Familie Schlieper und dem Kontor der Firma H. Schlieper Sohn GmbH. Das Dach des Wagens wurde hierdurch vollständig abgerissen. Stamm und Äste des Ahornbaums stürzten zusammen mit einem ausgehobenen Oberleitungsmast auf das Wrack und drückten es auf Meterhöhe zusammen.

## Folgen

Bergungsarbeiten am Unfallort

Die nahegelegene Metzgerei Schulte und der Gasthof Zobel dienten nach dem Unfall umgehend als Notlazarette. Aufgrund der großen Zahl an Opfern mussten diese danach auf mehrere umliegende Krankenhäuser verteilt werden, das Bethanien-Krankenhaus und das Elisabeth-Hospital in Iserlohn sowie das Marienhospital in Letmathe. Zwei Leichtverletzte wurden in ein Krankenhaus in Hohenlimburg verlegt.
Insgesamt wurden 26 Tote ermittelt, darunter 24 Fahrgäste sowie der Wagenführer und der Hilfsschaffner. Davon verstarben viele noch an der Unfallstelle, die übrigen Opfer erlagen in den folgenden Tagen in den Krankenhäusern ihren schweren Verletzungen. Das letzte Opfer verstarb am 25. Juni 1924. Wenigstens 43 Menschen wurden schwer verletzt, einschließlich des diensthabenden Schaffners. Unter den Opfern befanden sich insbesondere viele junge Frauen zwischen 16 und 25 Jahren, die sich nach Feierabend auf dem Heimweg befanden.
Die Nachricht über den Straßenbahnunfall löste deutschlandweit Bestürzung aus. Es folgten Beileidsbekundungen, u. a. des Reichspräsidenten Friedrich Ebert, des preußischen Innenministers Carl Severing und des Oberpräsidenten der Provinz Westfalen, Johannes Gronowski.
Die Westfälische Kleinbahnen AG ließ den Unfall untersuchen, mit dem Ergebnis, dass menschliches Versagen ausschlaggebend für die Katastrophe war. Der 23-jährige Wagenführer, der selbst bei dem Unfall starb und entsprechend nicht mehr aussagen konnte, soll die Geschwindigkeitsbegrenzung missachtet haben, wahrscheinlich um eine durch das erhöhte Verkehrsaufkommen bedingte Verspätung wieder aufzuholen. Aufgrund eines Einspruchs der Eltern des verstorbenen Straßenbahnführers wurde ein weiteres Gutachten erstellt. Hierbei wurde insbesondere auf die ungenügenden Bremsen des Triebwagens hingewiesen. Die Handbremsen seien nie erneuert und nur provisorisch nachgestellt worden und die Elektromagnetbremse sei aufgrund von Sparmaßnahmen umgebaut und nutzlos gewesen. Zudem befanden sich zu viele Fahrgäste an Bord.
Die Westfälische Kleinbahnen AG konnte jedoch nennenswerten Konsequenzen entgehen. Die drei übrigen baugleichen Triebwagen (Baujahr 1900) wurden umgehend aus dem Verkehr gezogen. Zur weiteren Unfallverhütung wurde im Jahr 1926 die Streckenführung in Richtung Hohenlimburg auf die nördlich gelegene Igelstraße verlegt, deren Gefälle geringer ist.

## Weitere Straßenbahnunfälle
In den Folgejahren, insbesondere in den 1950er Jahren, kam es auf dieser Strecke immer wieder zu Straßenbahnunfällen. Die schwersten unter ihnen waren am 8. Juli 1955 auf der Hagener Straße eine Kollision eines Triebwagens mit einem LKW (13 Leichtverletzte) und am 11. Juni 1959 nahe der Dechenhöhle eine Frontalkollision zweier Straßenbahnen mit 4 Toten und über 30 Verletzten. An Silvester 1959 wurde die Personenbeförderung mittels Straßenbahnen durch die Iserlohner Kreisbahn AG endgültig eingestellt.

## Gedenken

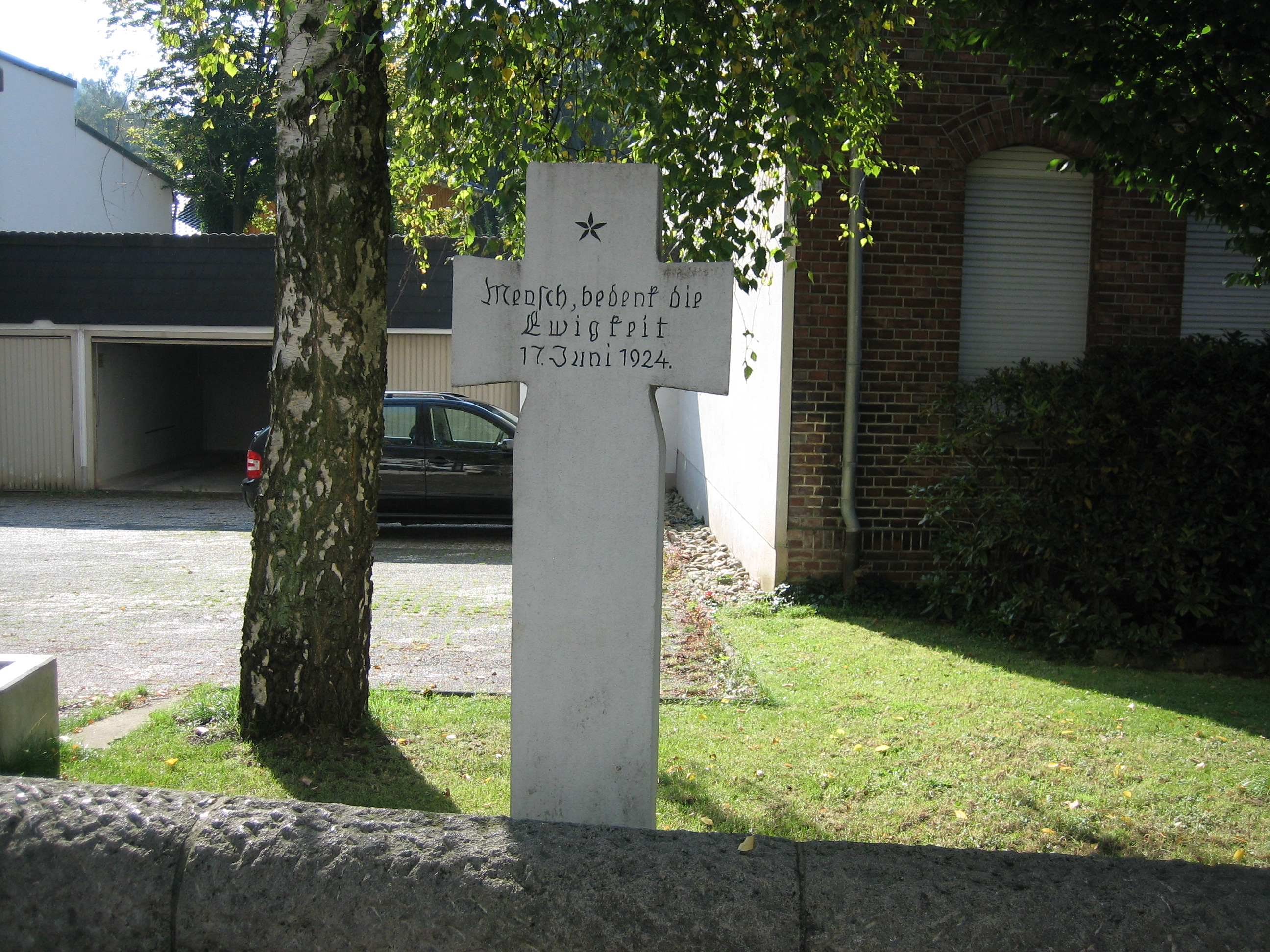
Gedenkkreuz „Mensch, bedenk die Ewigkeit 17. Juni 1924.“

Am 21. Juni 1924 fanden Gedenkveranstaltungen in Iserlohn, Letmathe und Hohenlimburg statt. Zudem kam es in Iserlohn zu Glockenläuten, Geschäftsschließungen für 15 Minuten und einer vollständigen Verkehrseinstellung für 3 Minuten. Einen Tag darauf, am Sonntag, den 22. Juni 1924, folgte eine große Gedenkveranstaltung in der Grüne, an der mehrere Tausend Personen teilnahmen.
Im Folgejahr, 1925, wurde ein Gedenkkreuz an der Unfallstelle vor dem Kontor der Firma Schlieper aufgestellt, das von der Westfälischen Beratungsstelle für Kriegerehrungen in Münster entworfen wurde. Seine Inschrift lautet:

„Mensch, bedenk die
Ewigkeit
17. Juni 1924.“

Die Inschrift basiert möglicherweise auf einer Textzeile aus dem Volkslied Hört, ihr Herrn, und lasst euch sagen. Im Jahr 1926 wurde, von der Inschrift inspiriert, ein Gedicht eines unbekannten Autors zum zweiten Jahrestag des Unglücks veröffentlicht.

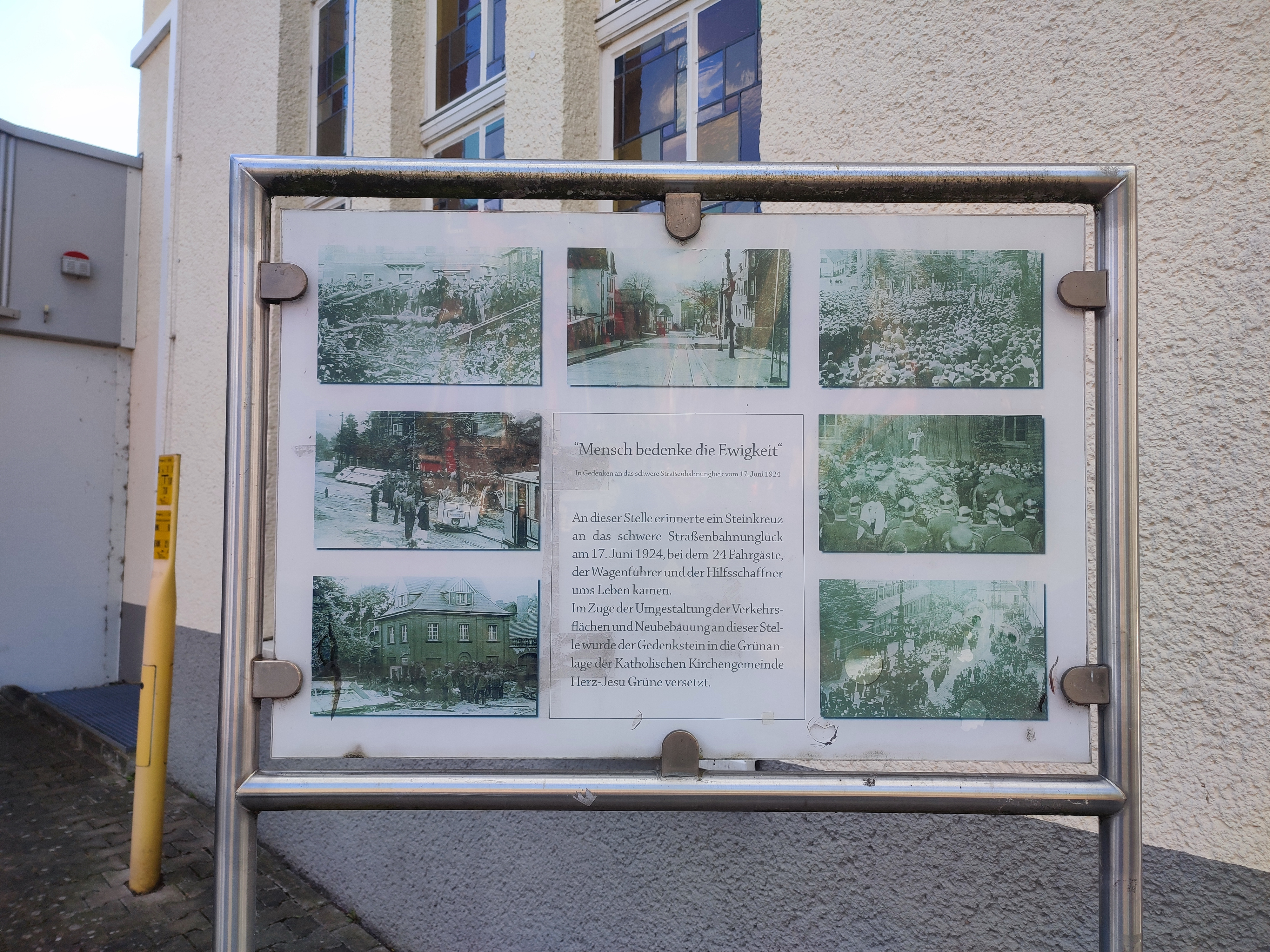
Gedenktafel

Das Gedenkkreuz wechselte aufgrund von Baumaßnahmen mehrfach den Standort. Seit Ende 2006 steht es in der Untergrüner Straße 192 vor dem Pfarrhaus der katholischen Kirchengemeinde Herz Jesu, 120 Meter von der eigentlichen Unfallstelle entfernt. Derzeit befindet sich an der Unfallstelle eine Gedenktafel. Am 17. Juni 2024 fand in der Herz-Jesu-Kirche eine Gedenkveranstaltung statt. Im Zuge des Jahrestages wurde die Gedenktafel am Kreisverkehr erneuert und mit den Namen der Todesopfer versehen.